# 勞倫斯 (印第安納州)
勞倫斯（英語：Lawrence）是一個位於美國印地安納州馬里昂縣的城市。

## 人口
根據2020年美國人口普查的數據，勞倫斯的面積為54.43平方千米，當中陸地面積為54.25平方千米，而水域面積為0.18平方千米。當地共有人口49370人，而人口密度為每平方千米907人。